# Christian de Brandebourg-Bayreuth
Christian (né le 30 janvier 1581 à Cölln et mort le 30 mai 1655 à Bayreuth) est margrave de Brandebourg-Bayreuth de 1603 à sa mort.

## Famille

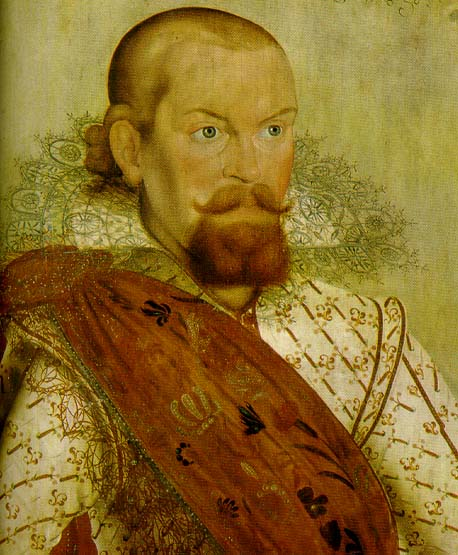
Christian de Brandebourg-Bayreuth.

Christian est le fils de l'électeur Jean II Georges de Brandebourg et de sa troisième femme Élisabeth d'Anhalt-Zerbst. Lorsque le margrave Georges-Frédéric de Brandebourg-Ansbach-Kulmbach meurt sans laisser d'héritier, le 25 avril 1603, il devient margrave de Brandebourg-Kulmbach, tandis que son frère cadet Joachim-Ernest hérite du margraviat de Brandebourg-Ansbach.
Christian installe tout d'abord son gouvernement dans la ville de Kulmbach et réside au château de Plassenburg, mais il quitte cette forteresse dès 1604 pour s'installer à Bayreuth. Dès lors, la principauté de Brandebourg-Kulmbach prend le nom de sa nouvelle capitale et devient Brandebourg-Bayreuth. En 1606, il est nommé commandant en chef des troupes de Franconie.
Christian est l'un des fondateurs de l'Union protestante. Il s'allie à la Suède au cours de la guerre de Trente Ans.

## Mariage et descendance
Le 29 avril 1604, Christian épouse à Plassenbourg Marie de Prusse (1579-1649), fille du duc Albert-Frédéric de Prusse. Neuf enfants sont nés de cette union :
- Élisabeth-Éléonore (19 octobre 1606 – 20 octobre 1606) ;
- Georges-Frédéric (né et mort le 23 mars 1608) ;
- Anne-Marie de Brandebourg-Bayreuth (30 décembre 1609 – 8 mai 1680), épouse en 1639 le prince Jean Antoine Ier d'Eggenberg (de) ;
- Agnès-Sophie (19 juillet 1611 – 1er décembre 1611) ;
- Madeleine-Sibylle de Brandebourg-Bayreuth (27 octobre 1612 – 20 mars 1687), épouse en 1638 l'électeur Jean-Georges II de Saxe ;
- Christian-Ernest (18 novembre 1613 – 4 février 1614) ;
- Erdmann-Auguste de Brandebourg-Bayreuth (8 octobre 1615 – 6 février 1651), père de Christian-Ernest de Brandebourg-Bayreuth ;
- Georges-Albert (20 mars 1619 – 27 septembre 1666) ;
- Frédéric-Guillaume (11 mai 1620 – 12 mai 1620).